# Lower Kulu
Lower Kulu är en klan i Liberia.   Den ligger i regionen Sinoe County, i den södra delen av landet, 210 km sydost om huvudstaden Monrovia.